# Michael Michaelsen
Michael Jacob Michaelsen (11 aprile 1899 – 13 agosto 1970) è stato un pugile danese.

## Palmarès

### Olimpiadi
- Bronzo a Amsterdam 1928 nei pesi massimi.